# Beaumont-la-Ferrière
Beaumont-la-Ferrière település Franciaországban, Nièvre megyében. Lakosainak száma 119 fő (2022. január 1.). Beaumont-la-Ferrière Dompierre-sur-Nièvre, La Celle-sur-Nièvre, Murlin, Poiseux, Prémery, Saint-Aubin-les-Forges és Sichamps községekkel határos.

## Népesség
A település népességének változása:
| Lakosok száma | 124  | 123  | 126  | 123  | 122  | 121  | 120  | 120  | 119  |
|               | 2013 | 2015 | 2016 | 2017 | 2018 | 2019 | 2020 | 2021 | 2022 |